# 대원여객
대원여객(大元旅客)은 대한민국 서울특별시를 거점으로 시내버스를 운영하는 KD운송그룹 소속의 업체로, KD운송그룹의 모태가 되는 회사이다.

## 역사
- 1972년 1월 24일 : 당시 한진그룹 산하 서울시내버스 사업체인 한진버스를 양수받아 설립
- 1992년 8월 22일 : 본점을 종로구 효제동 308 (현 대학로 13)로 이전.
- 1994년 7월 1일 : 옛 승원여객 (1999년 폐업)의 의정부 영업소를 추가 편입
- 1995년 5월 1일 : 본점을 중랑구 면목동 161-17 (현 동일로 600)로 이전.
- 1998년 : 의정부영업소 일부노선이 양주군 회천읍 덕정리 (현 양주시 덕정동)로 연장
- 2000년 ~ 2001년 : 의정부시 민락동과 양주군 회천읍 덕정리 (현 양주시 덕정동) 지역으로 일부 노선이 연장
- 2002년 4월 1일 : 진화운수의 구리 수택동 영업소[1]를 인수
- 2002년 9월 30일 : 군포시로 노선을 확장하여 3030번 (현 간선버스 542번) 신설하여 단독운행
- 2002년 11월 : 안양시 소재 보영운수와 3030번 공동운행 개시
- 2003년 7월 29일 : 경기도 의정부시 민락동 463-6에 민락영업소 설치.
- 2004년 7월 1일 : 서울시 버스 체계 개편과 함께 메트로버스 컨소시엄에 지분을 출자, 군포교통 99번 (현 지선버스 5624번) 양수로 군포시 추가진출 및 서울승합 좌석버스인 1007번 (현 광역버스 9301번)을 양수 후 하남시까지 영업 지역을 확장
- 2009년 10월 27일 : 경기도 양주시 덕정동 69-1 (현 화합로1325번길 222)에 지점 설치.
- 2011년 3월 26일 : 본점을 현 위치인 광진구 자양동 769-7 (현 자양로 131) 케이엔에스빌딩으로 이전.
- 2013년 2월 : 상일동역 ~ 강남역 간 정기이용권버스 개통으로 강동공영차고지 내에 강동영업소를 개설하였으나 얼마안가 상일동역 ~ 강남역 간 정기이용권버스 폐선으로 철수하였다.
- 2014년 1월 16일 : 중랑공영차고지 내에 중랑영업소[2]를 철수하고,[3] 강동공영차고지 내에 강동영업소를 재개설하였다.[4]
- 2015년 5월 1일 : 서울특별시 명령에 따라 잠실한강시민공원 ~ 잠실역간 운행하는 8331번 운행을 시작하였다.
- 2015년 7월 10일 : 서대문 고가차도 철거로 인하여 간선버스 370번 종점이 서대문역에서 충정로역으로 재연장, 542번과 5624번이 소속된 군포영업소는 군포화물터미널 내에서 부곡버스공영차고지로 이전하였다.
- 2016년 8월 22일 : 간선버스 107번이 부용마을아파트정문 ~ 송산초교, 상가단지구간 폐지하고 금강펜테리움아파트 ~ 낙양물사랑공원앞 구간 정류소가 신설된다.
- 2017년 1월 1일 : 경기도 의정부시 평화로 692(가능동 26)에 의정부영업소 설치.
- 2017년 2월 1일: 경기도 구리시 검배로 167 (수택동 884)에 구리영업소 설치.
- 2019년 2월 19일 : 본점을 서울특별시 성동구 왕십리로로 이전.
- 2020년 1월 29일 : 녹색순환버스 01A번 (시계뱡향), 01B (반시계방향) 노선신설
- 2021년 8월 2일 : 간선버스 108번 폐선에 따라 양주 덕정동 영업소에서 철수하면서 111번 신설
- 2021년 11월 29일 : 지선버스 2416번 개통에 따라 중랑공영차고지[5] 내에 중랑영업소를 신내동영업소로 개칭해 재설치.
- 2022년 6월 27일 : 지선버스 5624번, 녹색순환버스 01A/B번 폐선, 0411번 노선 신설
- 2024년 8월 3일 : 간선버스 106번 폐선에 따라 의정부 가능동 본사에서 철수
- 2024년 8월 24일 : 간선버스 542번 폐선에 따라 군포 부곡동 영업소에서 철수

## 운행 노선
2024년 8월 27일 화요일 기준이다.
| 운행노선 | 운행구간             | 운행구간 | 운행구간           | 배차간격 (분) | 인가 대수 | 비고                                                                                         |
| -------- | -------------------- | -------- | ------------------ | ------------- | --------- | -------------------------------------------------------------------------------------------- |
| 040번    | 용산공영차고지       | ↔        | 개포우성아파트     | 13~17         | 15        | 2024년 8월 26일 신설                                                                         |
| 107번    | 의정부(민락동차고지) | ↔        | 종로5가.광장시장   | 10~15         | 25        | 구 12-1번. 도봉산역, 낙양물사랑공원 경유, 송산초등학교 미경유                                |
| 111번    | 의정부(민락동차고지) | ↔        | 종로중부새마을금고 | 17~26         | 13        | 하계역, 노원역, 신평화로 경유. 구 명진여객 111번 2021년 8월 2일 신설.                        |
| 201번    | 구리(수택차고지)     | ↔        | 서울역버스환승센터 | 10~25         | 19        | 구 55번, 55-3번 통합                                                                         |
| 341번    | 강동공영차고지       | ↔        | 성촌마을 입구      | 12~20         | 26        | 구 555-2번 변경·연장(2021.08.09 3412번 대체 운영)                                            |
| 370번    | 강동공영차고지       | ↔        | 충정로역 2번출구   | 7~15          | 31        | 구 959번 좌석버스 변경. 송파상운과 공동배차로 운행한다.                                      |
| 0411번   | 용산공영차고지       | ↔        | 양재시민의숲역     | 12~25         | 21        | 2022년 6월 27일 신설                                                                         |
| 2312번   | 중랑공영차고지       | ↔        | 강동공영차고지     | 10~14         | 9         | 2014년 12월 23일 신설 북부운수와 공동배차로 운행한다.                                        |
| 2416번   | 중랑공영차고지       | ↔        | 삼성역 3번출구     | 8~35          | 15        | 2021년 11월 29일 신설. 장안동 경유.                                                          |
| 3323번   | 강동공영차고지       | ↔        | 잠실새내역         | 11~16         | 15        | 2021년 7월 19일 신설                                                                         |
| 3324번   | 강동공영차고지       | ↔        | 강동역 1번출구     | 10~16         | 10        | 2024년 8월 5일 신설                                                                          |
| 8332번   | 강동리버스트상가     | ↔        | 천일초교사거리     | 17~20         | 2         | 2024년 3월 11일 신설, 출근 시간대에만 운행, 서울승합과 공동배차                              |
| N31번    | 강동공영차고지       | ↔        | 국민대             | 35~40         | 4         | 2022년 5월 1일 신설, 2022년 12월 1일 목요일 구 N34번 신사역~국민대 연장, 대진여객과 공동배차 |

## 폐선되거나 노선 이관된 노선
지선버스
- ● 0213번: 효창동 ~ 도선동 《신설노선, 삼성여객과 공동배차 운행, 2011년 2월 8일 2225번과 통합 후 2016번으로 운행.》
- ● 1018번: 양주시 덕정동차고지 ~ 종로5가역《구 13-3번, 구 902-2번, 2008년 6월 1일 수유역 단축 후 지선버스 1118번으로 변경》
- ● 1019번: 양주시 덕정동차고지 ~ 종로5가역《구 13-2번, 구 902-3번, 2004년 12월 21일 1018번 지선버스에 통폐합》
- ● 1118번: 양주시 덕정동차고지 ~ 수유역《구 13-3번, 구 902-2번, 구 1019번, 구 1018번, 2010년 1월 25일 폐선과 동시에 방계회사인 진명여객이 도시형버스 118번으로 대체운행》
- ● 1148번: 양주시 덕정동차고지 ~ 도봉산역《구 13-1번, 2009년 8월 20일 폐선 후 방계회사인 진명여객이 도시형버스 48번으로 대체운행, 현재는 48번도 폐선되었다.》
- ● 1151번: 의정부시 가능동 ~ 수유역《구 12번, 2010년 5월 17일 폐선, 현재 방계회사인 대원버스에서 운영하는 직행좌석버스 1151번과는 무관한 노선이며 의정부시 가능동~수유역 구간은 평안운수 36번 동일》
- ● 1152번: 의정부시 민락동 차고지(민락2지구) ~ 노원역《구 12-5번 단축. 2015년 8월 2일 막차부로 폐선. 민락 1지구~노원역 구간은 평안운수 12-5번 대체》
- ● 2015번: 중랑공영차고지 ~ 개포동《구 17번 개포동~신내동 구간 물려받아 운행, 2005년 말~2006년 초에 대원교통으로 양도했다.》
- ● 2016번: 중랑공영차고지 ~ 효창운동장《구 0213번과 구 2225번 통합, 이 노선은 방계회사인 대원교통과 공동 배차 운행 했으나 2014년 1월 16일에 메트로버스로 양도 했다.》
- ● 2226번: 구리시 수택동차고지 ~ 청량리역《구 55번 단축, 55-3번 단축, 2005년 12월 16일 폐선》
- ● 2232번: 구리시 수택동차고지 ~ 강변역《구 568번, 2005년 6월 21일 폐선》
- ● 5624번: 군포 부곡버스공영차고지 ~ 구로디지털단지역《구 99번, 2004년 7월 군포교통에 양수, 2022년 6월 27일 폐선》

순환버스
- ● 01A번: 서울역 → 경복궁역 → 을지로 → 서울역 (2020년 1월 29일 ~ 2022년 6월 27일)
- ● 01B번: 서울역 → 을지로 → 경복궁역 → 서울역 (2020년 1월 29일 ~ 2022년 6월 27일)

간선버스
- ● 106번: 가능동 ~ 종로5가《구 13번. 2024년 8월 3일 폐선되었다. 가능동~도봉산역 구간은 평안운수에서 106-1번 노선을 신설하여 대체하고 있다.》
- ● 108번: 덕정동 ~ 동대문《구 902번, 9101번. 2017년 8월 21일부로 골프장지선 폐지되어 TS아파트 방면만 운행. 2021년 8월 2일 폐선되었다. 덕정동~양주역 구간은 양주교통 87번 노선대체》
- ● 241번: 중랑공영차고지 ~ 신논현역《신설노선, 망우역 경유, 이 노선은 방계회사인 대원교통과 공동 배차 운행 했으나 중랑영업소 철수 관계로 2014년 1월 16일에 공동 배차 운행을 철수하였다.》
- ● 262번: 중랑공영차고지 ~ 국회의사당역《구 53번, 이 노선은 북부운수와 공동 배차로 운행 했으나 중랑영업소 철수 관계로 2014년 1월 16일에 중랑영업소 철수 관계로 메트로버스로 양도 했다.》
- ● 542번: 군포 부곡버스공영차고지 ~ 신사역《구 3030번, 9503번. 2024년 8월 24일 폐선되었다.》

맞춤버스
- ● 8331번: 잠실한강공원 ~ 잠실역 (오후 1시 ~ 오후 10시) 2016년 1월 1일자로 폐선
- ● 8401번: 고속터미널역 ~ 삼각지역 《2010년 하반기 폐선, 방계회사인 대원교통과 공동 배차.》

광역버스
- ● 9101번: 양주시 덕정동차고지 ~ 종로5가역《구 902번, 2005년 9월 10일 108번 간선버스로 형간전환》
- ● 9301번: 하남공영차고지 ~ 서울역 버스 환승센터《구 1007번, 2005년 8월 12일 경기도 광주시로 면허이관과 동시에 방계회사인 대원고속으로 양도하였다. 이후 다시 경기도 하남시로 면허가 이관되었지만 계속 대원고속이 운행한다》
- ● 9503번: 군포시 군포복합화물터미널 ~ 신사역 《구 3030번, 2013년 12월 11일 542번 간선버스로 형간전환》(현 보영운수 3030번과 무관한 노선)

정기이용권버스
- ● 강동·강남선: 상일동역 ~ 강남역(현재 폐선)

개편전 노선
- 12번 (도시형버스): 의정부시 가능동 - 구터미널 - 의정부시장 - 의정부역 - 회룡역 - 망월사역 - 도봉산역 - 도봉역 - 방학역 - 쌍문역 - 수유역 - 미아역 - 길음역 - 미아삼거리역 - 길음역 - 성신여대입구역 - 한성대입구역 - 혜화역(마로니에공원) - 방송통신대→ 이화동 → 동대문역 (이화여대부속병원) → 종로5가역 → 효제동 - 방송통신대 이 후 역순(개편 후 지선버스 1151번으로 변경되어 기존 동대문 회차에서 수유역 회차로 단축하였다. 2010년 5월 17일 폐지되었다. ※.1994년 7월 1일 舊.승원여객으로부터 양도받은 노선이다.)
- 12-1번 (도시형버스): 의정부시 민락동 - 민락A단지 - 만가대 - 용현동 - 신곡동 - 신곡A단지 - 도봉차량기지 - 도봉산역 - 도봉역 - 방학역 - 쌍문역 - 수유역 - 미아역 - 길음역 - 미아삼거리역 - 길음역 - 성신여대입구역 - 한성대입구역 - 혜화역(마로니에공원) - 방송통신대→ 이화동 → 동대문역 (이화여대부속병원) → 종로5가역 → 효제동 - 방송통신대 이 후 역순 (현 간선버스 107번.)
- 12-5번 (도시형버스): 의정부시 민락동 - 민락A단지 - 만가대 - 용현동 - 신곡동 - 신곡A단지 - 장암역 - 수락산역 - 마들역 - 노원역 - 노원구청 - 창동역 - 신창동 - 서울탁주 - 수유역 - 미아역 - 길음역 - 미아삼거리역 - 길음역 - 성신여대입구역 - 한성대입구역 - 혜화역(마로니에공원) - 방송통신대→ 이화동 → 동대문역 (이화여대부속병원) → 종로5가역 → 효제동 - 방송통신대 이 후 역순 (개편 후 간선버스 1152번으로 변경되어 기존 동대문 회차에서 수유역 회차로 단축하였으나 2005년 2월 노원역 회차로 단축되었다. 2015년 8월 3일 폐지.)
- 13번 (도시형버스): 의정부시 가능동 - 의정부북부역 - 의정부역 - 회룡역 - 망월사역 - 도봉산역 - 도봉역 - 방학역 - 쌍문역 - 수유역 - 미아역 - 길음역 - 미아삼거리역 - 길음역 - 성신여대입구역 - 한성대입구역 → 혜화역 (마로니에공원) → 효제동 → 종로5가 (종로약국) → 원남동 → 창경궁 - [[혜성대입구 → 한성대입구역 (현 간선버스 106번.)
- 13-1번 (도시형버스): 양주시 덕정동 - 덕정역 - 덕정주공A단지 - 덕정사거리 - 덕계동 - 양주시청 - 주내역 (현.양주역)- 가능동 - 의정부북부역 - 의정부터미널 - 신곡동 - 신곡A단지 - 도봉차량기지 - 도봉산역 - 도봉역 - 방학역 - 쌍문역 - 수유역 - 미아역 - 미아삼거리, 대지극장 (개편 후 지선버스 1148번으로 변경되었으나 2006년 8월 1일 기존의 대지극장 회차를 동대문 회차로 연장하였다. 2008년 6월 1일 기존의 동대문 회차에서 도봉산역 회차로 단축하였다. 2009년 8월 22일 경기도 양주시 소재 진명여객으로 이관되어 도시형버스 48번으로 변경되었다.)
- 13-2번 (도시형버스): 양주시 덕정동 - 덕정역 - 덕정주공1,2단지 - 덕계동 - 양주시청 - 주내역 (현.양주역)- 가능동 - 의정부북부역 - 의정부역 - 회룡역 - 망월사역 - 도봉산역 - 도봉역 - 방학역 - 쌍문역 - 수유역 - 미아역 - 미아삼거리역 - 길음역 - 성신여대입구역 - 한성대입구역 - 혜화역(마로니에공원) - 방송통신대 → 이화동 → 동대문역(이화여대부속병원) → 종로5가역 → 효제동 → [[동대방송통신대 이 후 역순 (개편 후 지선버스 1019번으로 변경되었으나 2004년 12월 21일 지선버스 1019번을 흡수하였다. 2008년 6월 1일 기존 동대문 회차를 수유역으로 단축하였으며 2010년 1월 25일 경기도 양주시 소재 진명여객으로 이관하면서 도시형버스 118번으로 변경하였다.)
- 13-3번 (도시형버스): 양주시 덕정동 - 덕정역 - 한국아파트 - 옥정동 - TS푸른솔아파트 - 광사리 - 양주시청 - 주내역 (현.양주역)- 가능동 - 의정부북부역 - 의정부역 - 회룡역 - 망월사역 - 도봉산역 - 도봉역 - 방학역 - 쌍문역 - 수유역 - 미아역 - 미아삼거리역 - 길음역 - 성신여대입구역 - 한성대입구역 - 혜화역 (마로니에공원) - 방송통신대 → 이화동 → 동대문역 (이화여대부속병원) → 종로5가역 → 효제동 → 방송통신대 이 후 역순 ( (개편 후 지선버스 1018번으로 변경되었으나 2004년 12월 21일 지선버스 1018번으로 통폐합하였다. 2008년 6월 1일 기존 동대문 회차를 수유역으로 단축하였으며 2010년 1월 25일 경기도 양주시 소재 진명여객으로 이관하면서 도시형버스 118번으로 변경하였다.)
- 55번 (도시형버스): 구리시 수택동 - 토평사거리 - 돌다리 - 교문동 - 망우동 - 상봉동 - 중랑교 - 위생병원 - 청량리역 - 신설동역 - 제기동역 - 동묘앞역 - 동대문역 - 종로 1~6가 - 을지로입구역 - 남대문시장 - 서울역 (숭례문) (현 간선버스 201번. 舊 부흥교통 노선, 2000년 4월 1일 진화운수로부터 양도받은 노선이다.)
- 55-3번 (도시형버스): 구리시 수택동 - 토평사거리 - 돌다리 - 교문동 - 망우동 - 상봉터미널 - 면목동 - 서울우유 - 위생병원 - 청량리역 - 신설동역 - 제기동역 - 동묘앞역 - 동대문역 → 동대문운동장 → 종로5가 → 종로6가 → 동대문역 (개편 후 간선버스 201번으로 변경되어 서울역으로 연장되었으나 잠시 후 면목동 구간이 폐지되어 간선버스 201번은 사실상 도시형버스 55번을 계승하게 되었다. 옛 부흥교통 노선, 2000년 4월 1일 진화운수로부터 양도받은 노선이다.)
- 113번 (도시형버스): 의정부시 가능동 - 의정부북부역 - 의정부역 - 회룡역 - 망월사역 - 도봉산역 - 도봉역 - 방학역 - 쌍문역 - 수유역 - 미아역 - 길음역 - 미아삼거리역 - 길음역 - 성신여대입구역 - 한성대입구역 - 혜화역 (마로니에공원) - 종로5가 (종로약국) - 장충동 - 국립극장 - 한남동 - 신사역 - 영동시장 - 강남고속버스터미널 → 삼풍아파트 (법조단지) → 교대역 → 서초역 → 강남성모병원 → 강남고속버스터미널 (현 간선버스 106번. 1988년 폐지.)
- 113번 (좌석버스): 의정부시 가능동 - 의정부북부역 - 의정부역 - 회룡역 - 망월사역 - 도봉산역 - 도봉역 - 방학역 - 쌍문역 - 수유역 - 미아역 - 길음역 - 미아삼거리역 - 길음역 - 성신여대입구역 - 한성대입구역 - 혜화역 (마로니에공원) - 종로5가 (종로약국) - 장충동 - 국립극장 - 한남동 - 신사역 - 영동시장 - 강남고속버스터미널 → 삼풍아파트 (법조단지) → 교대역 → 서초역 → 강남성모병원 → 강남고속버스터미널 (현 간선버스 106번. 1998년 5월 폐지.)
- 712번 (좌석버스): 의정부시 가능동 - 구터미널 - 의정부시장 - 의정부역 - 회룡역 - 망월사역 - 도봉산역 - 도봉역 - 방학역 - 쌍문역 - 수유역 - 미아역 - 길음역 - 미아삼거리역 - 길음역 - 성신여대입구역 - 한성대입구역 - 혜화역 (마로니에공원) - 방송통신대 → 이화동 → 동대문역 (이화여대부속병원) → 종로5가역 → 효제동 - 방송통신대 이 후 역순 (1995년 무렵 심야좌석버스 902번에 통폐합되었다. ※.1994년 7월 1일 옛 승원여객으로부터 양도받은 노선이다.)
- 902번 (심야좌석버스 도시형버스): 양주시 덕정동 - 덕정역 - 덕정주공A단지 - 율정동 - 삼숭동 - TS푸른솔아파트 - 양주시청 - 주내역 (현.덕정역) - 가능동 - 의정부북부역 - 의정부역 - 회룡역 - 망월사역 - 도봉산역 - 도봉역 - 방학역 - 쌍문역 - 수유역 - 미아역 - 길음역 - 미아삼거리역 - 길음역 - 성신여대입구역 - 한성대입구역 - 혜화역 (마로니에공원) - 방송통신대 → 이화동 → 동대문역 (이화여대부속병원) → 종로5가역 → 효제동 → 방송통신대 이 후 역순 (2004년 1월 기존 심야좌석버스에서 도시형버스로 형간전환. 개편 후 광역버스 9101번으로 변경되었으나 2005년 9월 10일 간선버스 108번으로 다시 전환되었다. ※.1994년 7월 1일 옛 승원여객으로부터 양도받은 노선이다. 2021년 8월 2일 폐선.)
- 902번 (심야좌석버스 도시형버스, 봉양동지선): 양주시 덕정동 - 덕정사거리 - 덕정다리 - 디딤돌마을 - 봉양교회 - 봉양사거리 - 회암동 - 율정다리 - 율정삼거리 - 천보초등학교 - 율정동 - 귀율동 - 새마을목장 - 풀무원입구 - 삼숭3거리 - 삼숭2동 마을회관 - 삼숭동 - 느티나무 - MBC 문화동산 - 회만동 - 로얄골프장 - 만송동 - 로얄골프장 입구 - 녹양교 - 가능동 - 의정부북부역 - 의정부역 - 회룡역 - 망월사역 - 도봉산역 - 도봉역 - 방학역 - 쌍문역 - 수유역 - 미아역 - 길음역 - 미아삼거리역 - 길음역 - 성신여대입구역 - 한성대입구역 - [길음역]] - 성신여대입구역 - 한성대입구역 - 혜화역 (마로니에공원) - 방송통신대 → 이화동 → 동대문역 (이화여대부속병원) → 종로5가역 → 효제동 → 방송통신대 이 후 (2004년 1월 기존 심야좌석버스에서 도시형버스로 형간전환. 개편 후 광역버스 9101번으로 변경되었으나 2005년 9월 10일 간선버스 108번으로 다시 전환되었다. 2021년 8월 2일 폐선.)
- 902-1번 (심야좌석버스): 양주시 덕정동 - 덕정역 - 덕정주공A단지 - 덕정사거리 - 덕계동 - 양주시청 - 주내역 (현.양주역)- 가능동 - 의정부북부역 - 의정부역 - 회룡역 - 망월사역 - 도봉산역 - 도봉역 - 방학역 - 쌍문역 - 수유역 - 미아역 - 미아삼거리역 - 길음역 - 성신여대입구역 - 한성대입구역 - 혜화역 (마로니에공원) - 방송통신대 → 이화동 → 동대문역 (이화여대부속병원) → 종로5가역 → 효제동 → 방송통신대 이 후 역순 (1998년 5월 신설. 2001년 5월경 도시형버스 로 형간전환하면서 기존 동대문역 회차에서 대지극장 회차로 단축. 2001년 11월경 폐선)
- 902-2번 (심야좌석버스): 양주시 덕정동 - 덕정역 - 한국아파트 - 옥정동 - TS푸른솔아파트 - 양주시청 - 주내역 (현.양주역)- 가능동 - 의정부북부역 - 의정부역 - 회룡역 - 망월사역 - 도봉산역 - 도봉역 - 방학역 - 쌍문역 - 수유역 - 미아역 - 미아삼거리역 - [길음역]] - 성신여대입구역 - 한성대입구역 - 혜화역 (마로니에공원) - 방송통신대 → 이화동 → 동대문역 (이화여대부속병원) → 종로5가역 → 효제동 → 방송통신대 이 후 역순

(1998년 2월 신설. 2002년 4월 도시형버스 13-3번으로 형간전환하였다.)
- 902-3번 (심야좌석버스): 양주시 덕정동 - 덕정사거리 - 덕계동 - 양주시청 - 주내역 (현.양주역)- 가능동 - 의정부북부역 - 의정부역 - 회룡역 - 망월사역 - 도봉산역 - 도봉역 - 방학역 - 쌍문역 - 수유역 - 미아역 - 미아삼거리역 - 길음역 - 성신여대입구역 - 한성대입구역 - 혜화역 (마로니에공원) - 방송통신대 → 이화동 → 동대문역 (이화여대부속병원) → 종로5가역 → 효제동 → 방송통신대 이 후 역순 (2002년 1월 신설. 2002년 3월경 도시형버스 13-2번으로 형간전환하였다)
- 3030번 (직행좌석버스): 군포공영차고지 - 용호고등학교 - 군포역 - 군포시청 - 군포시민회관 - 모란마을, 백합마을 - 산본주공1단지 - 금정역 - 명학대교 - 효성T&C - 범계역/동안구청 - 한가람마을 한양A - 관양중학교 - 인덕원역 - 정부과천청사역 - 과천역 - 과천성당 - 선바위역 - 식유촌입구 - 양재시민의숲 - 양재역 - 역삼동 우성아파트 - 강남역 - 논현역 (개편 후 광역버스 9503번으로 변경되면서 기존 논현역 회차에서 신사역 회차로 연장되었다. 2013년 12월 11일 간선버스 542번으로 형간전환. 화물터미널 경유에서 우면동 경유로 변경. ※.경기도 안양시 소재 보영운수와 공동배차 운행하였다.)

## 보유 차량

#### 자일대우버스
- 자일대우 NEW BS106
- 자일대우 NEW BS110

#### 현대자동차
- 현대 저상 뉴 슈퍼 에어로시티
- 현대 일렉시티

#### 우진산전
- 우진산전 아폴로 1100

## 본점 및 지점 현황[6]
- 본점: 서울특별시 성동구 왕십리로 125 (성수동1가, KD타워)
- 민락동영업소: 경기도 의정부시 용민로 503 (민락동 906) (107번, 111번)
- 구리영업소: 경기도 구리시 검배로 167 (수택동 884) (201번)
- 강동영업소: 서울특별시 강동구 아리수로 426 (강일동 565) (341번, 370번, 2312번, 3323번, 3324번, 8332번, N31번)
- 신내영업소: 서울특별시 중랑구 신내역로 25 (신내동 63) (2416번)
- 용산영업소: 서울특별시 용산구 청파로20길 95 (한강로3가 40-969) (040번, 0411번)

## 갤러리

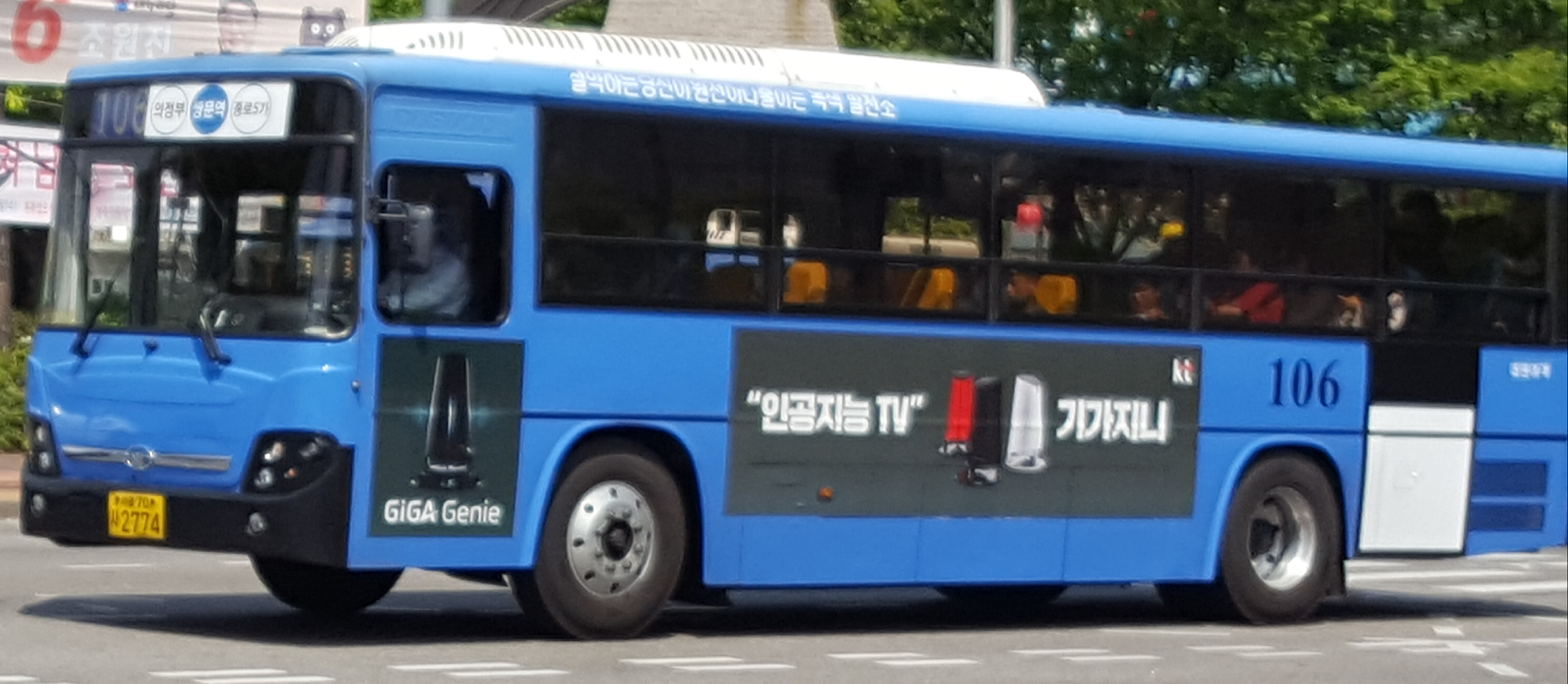
서울시내버스 구 106번
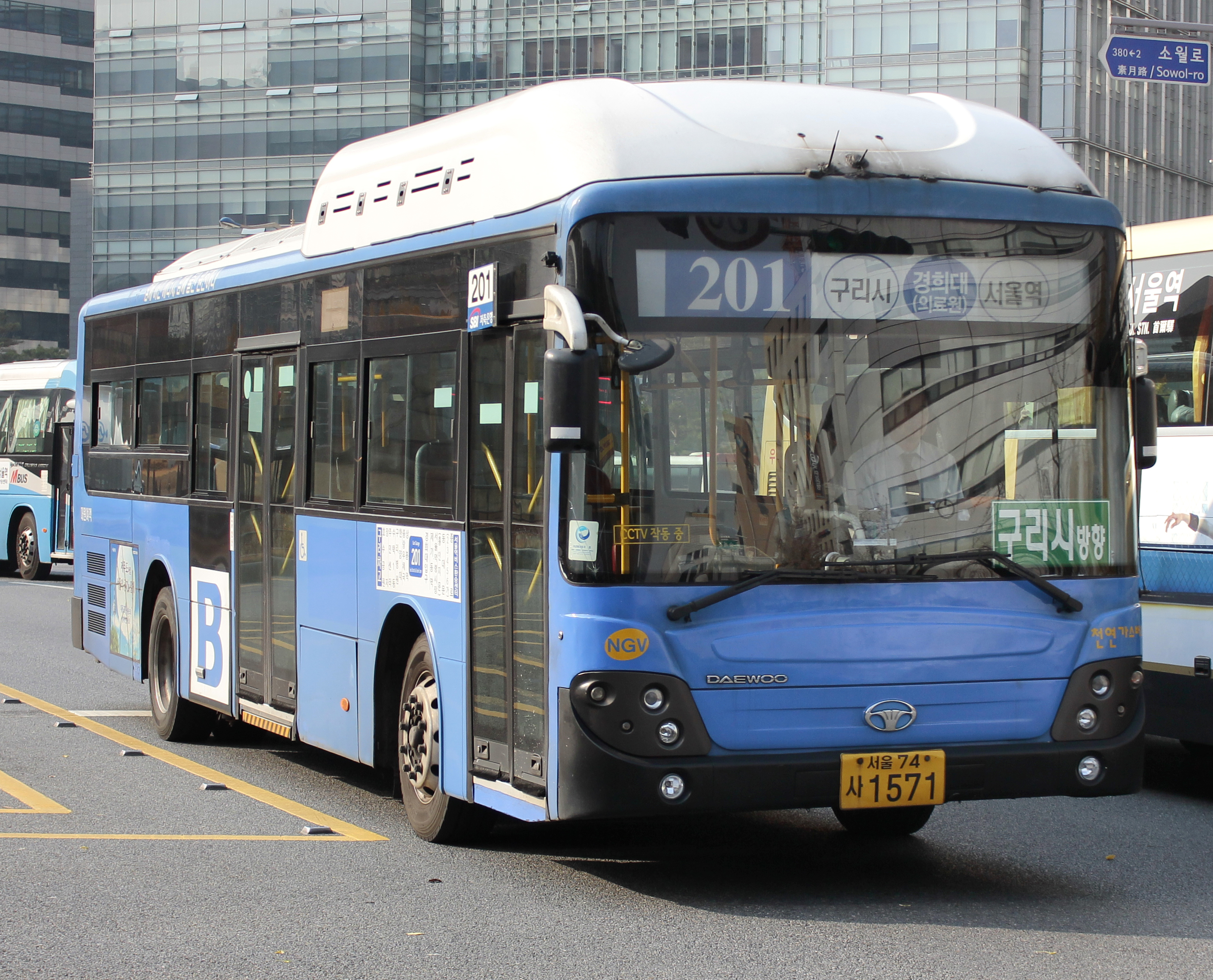
서울시내버스 201번
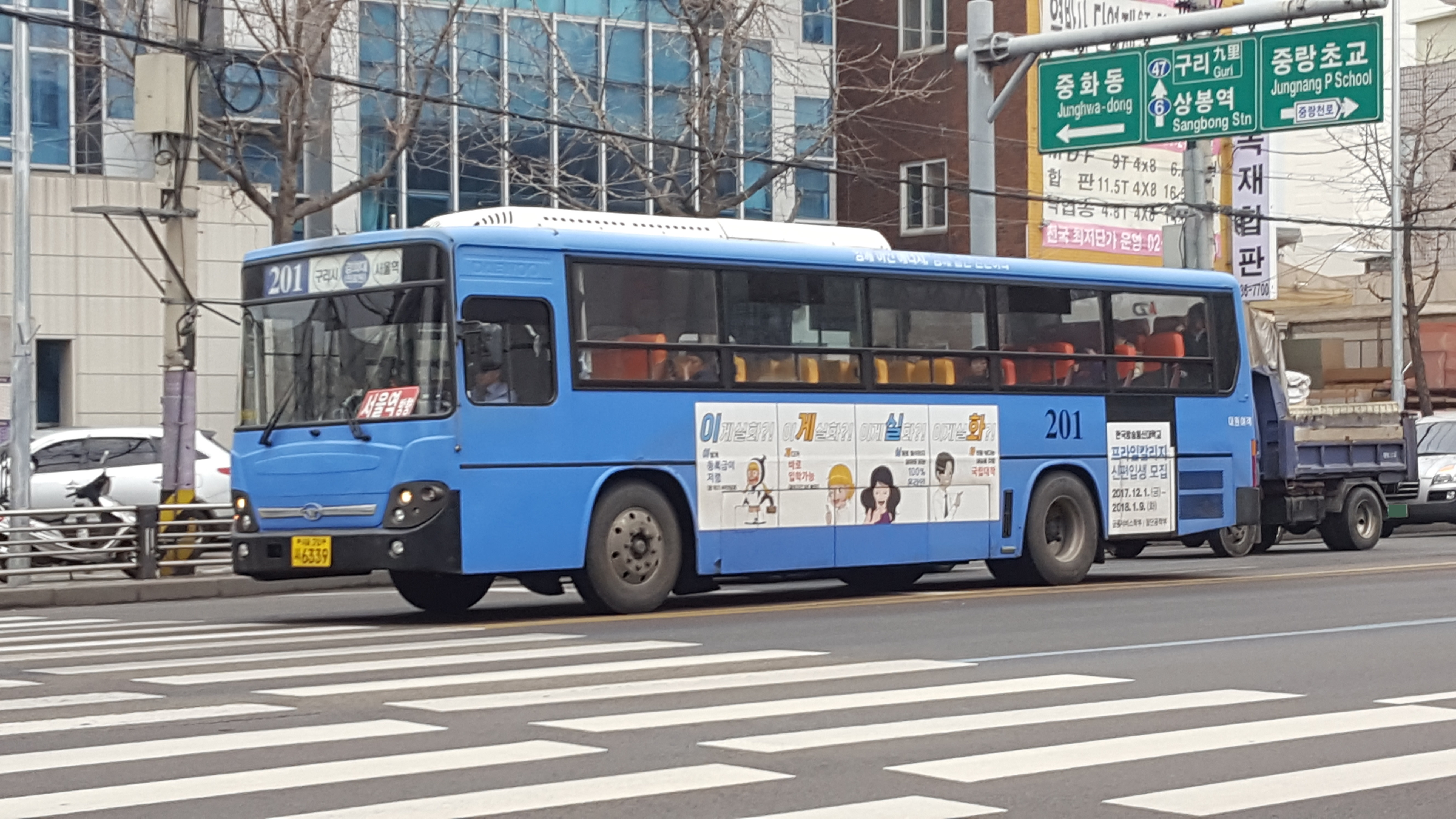
서울시내버스 201번
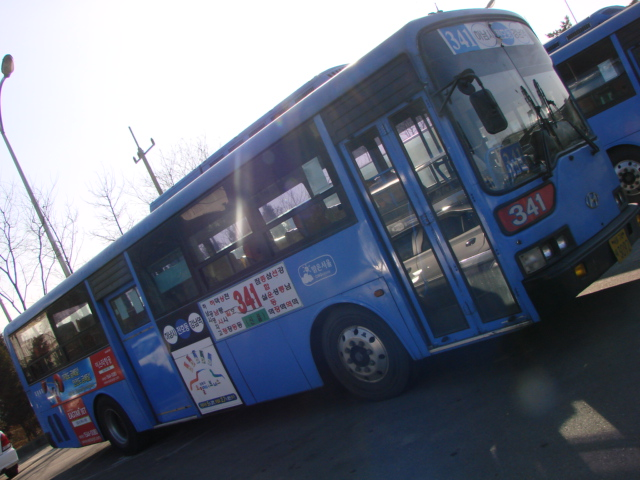
서울시내버스 341번
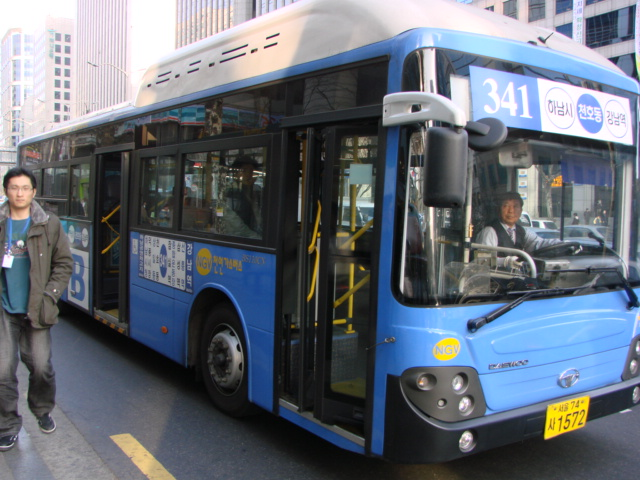
서울시내버스 341번
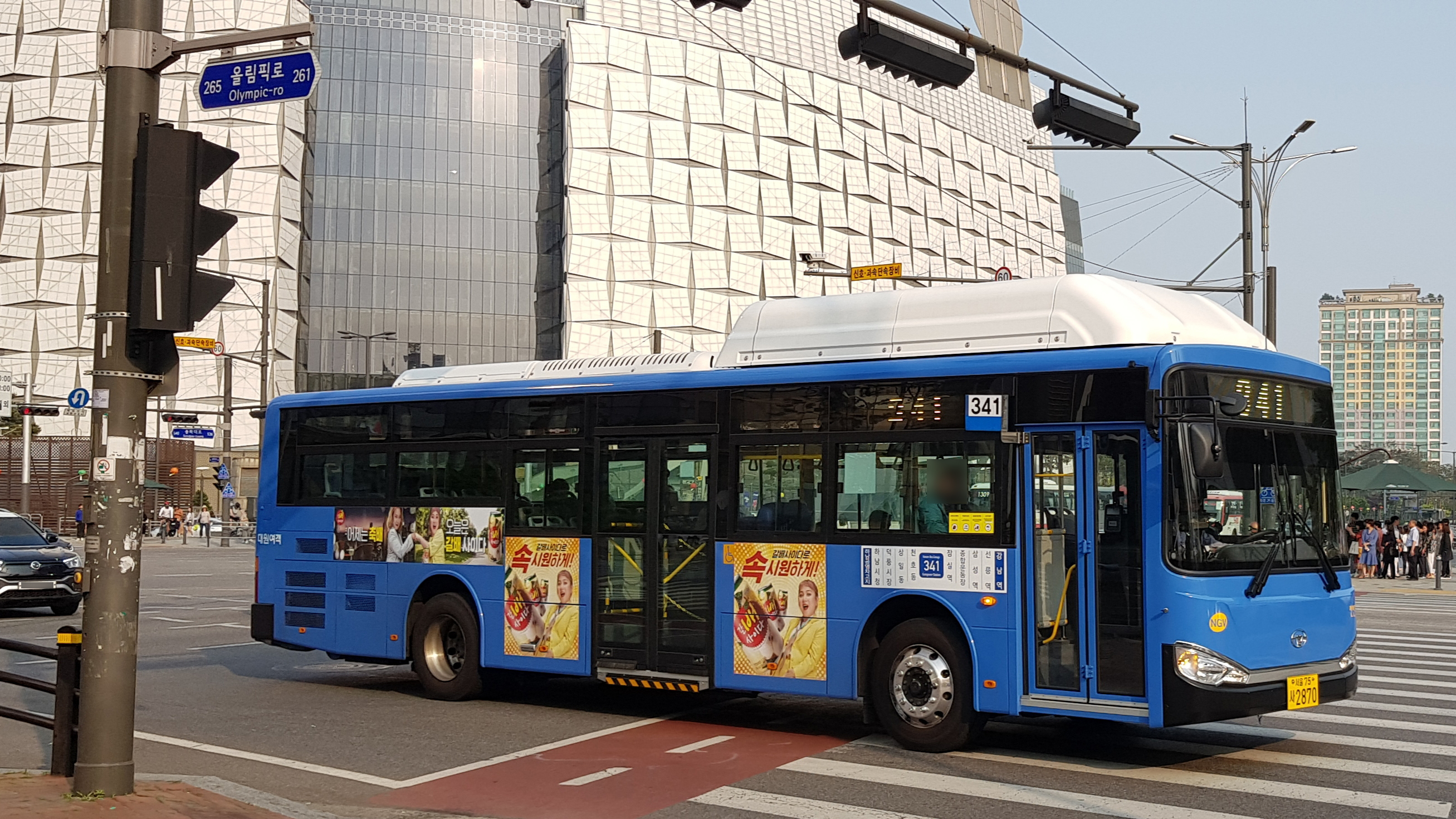
서울시내버스 341번
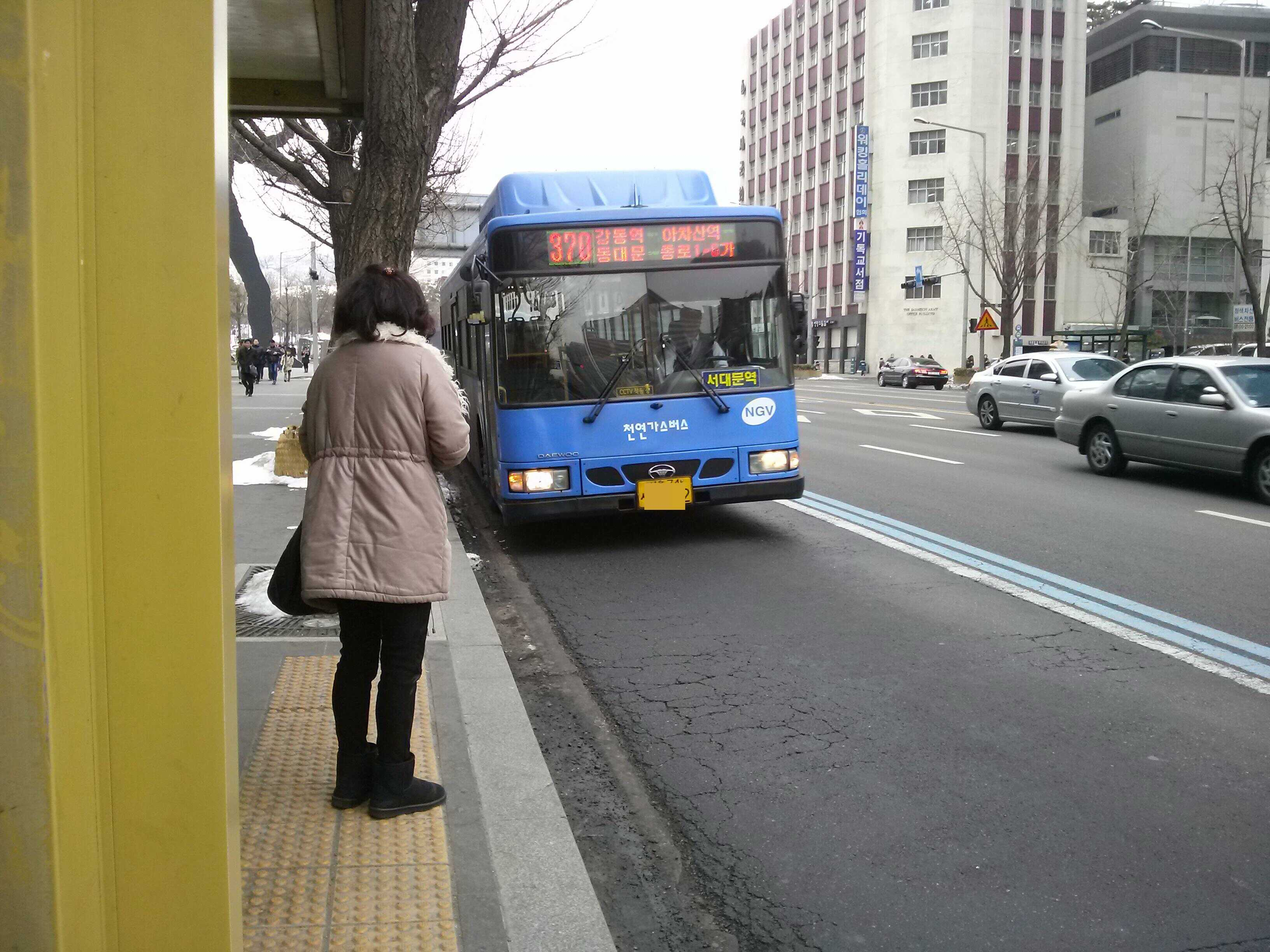
서울시내버스 370번
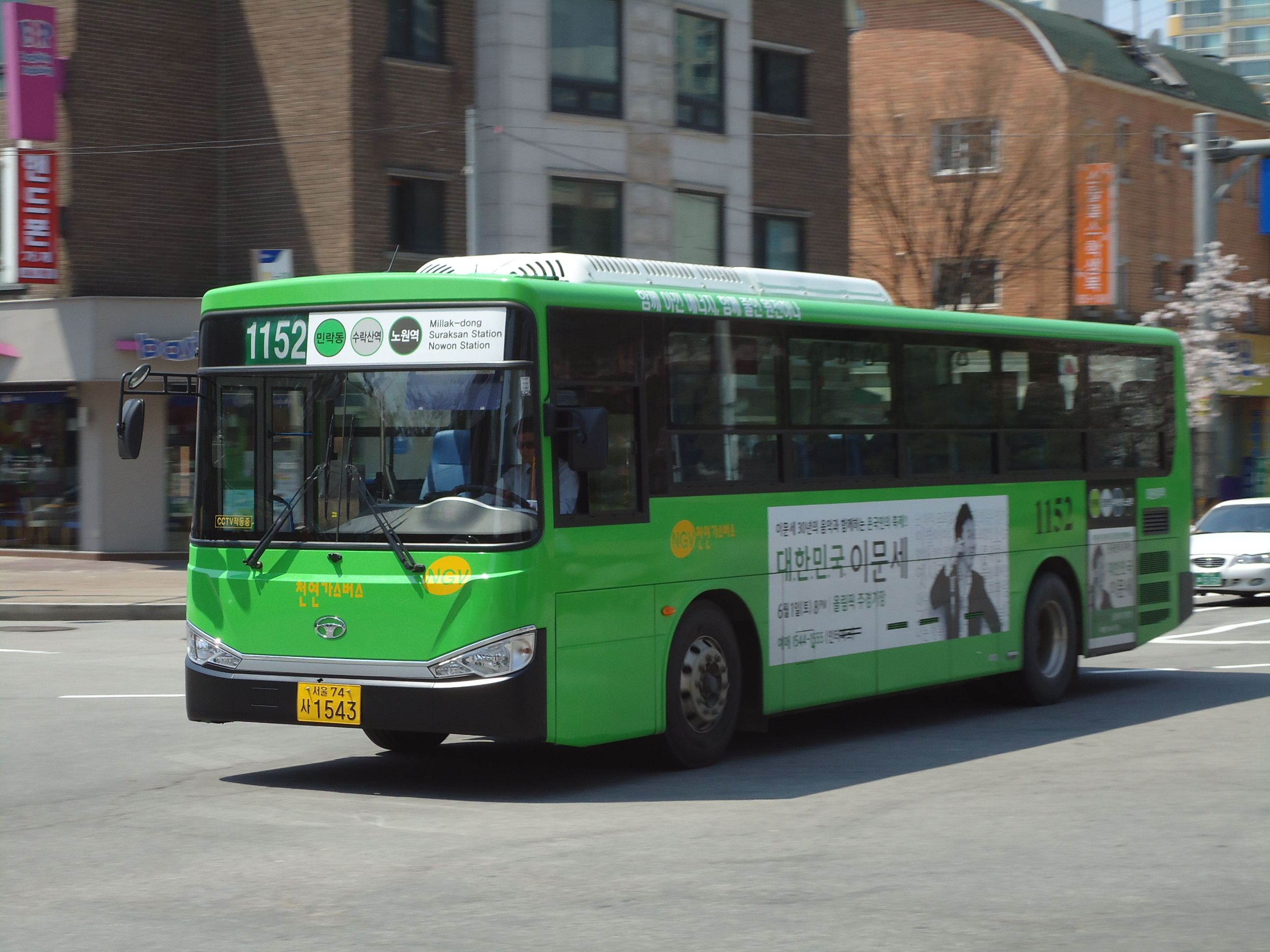
서울시내버스 구 1152번 (현 의정부시내버스 12-5번)
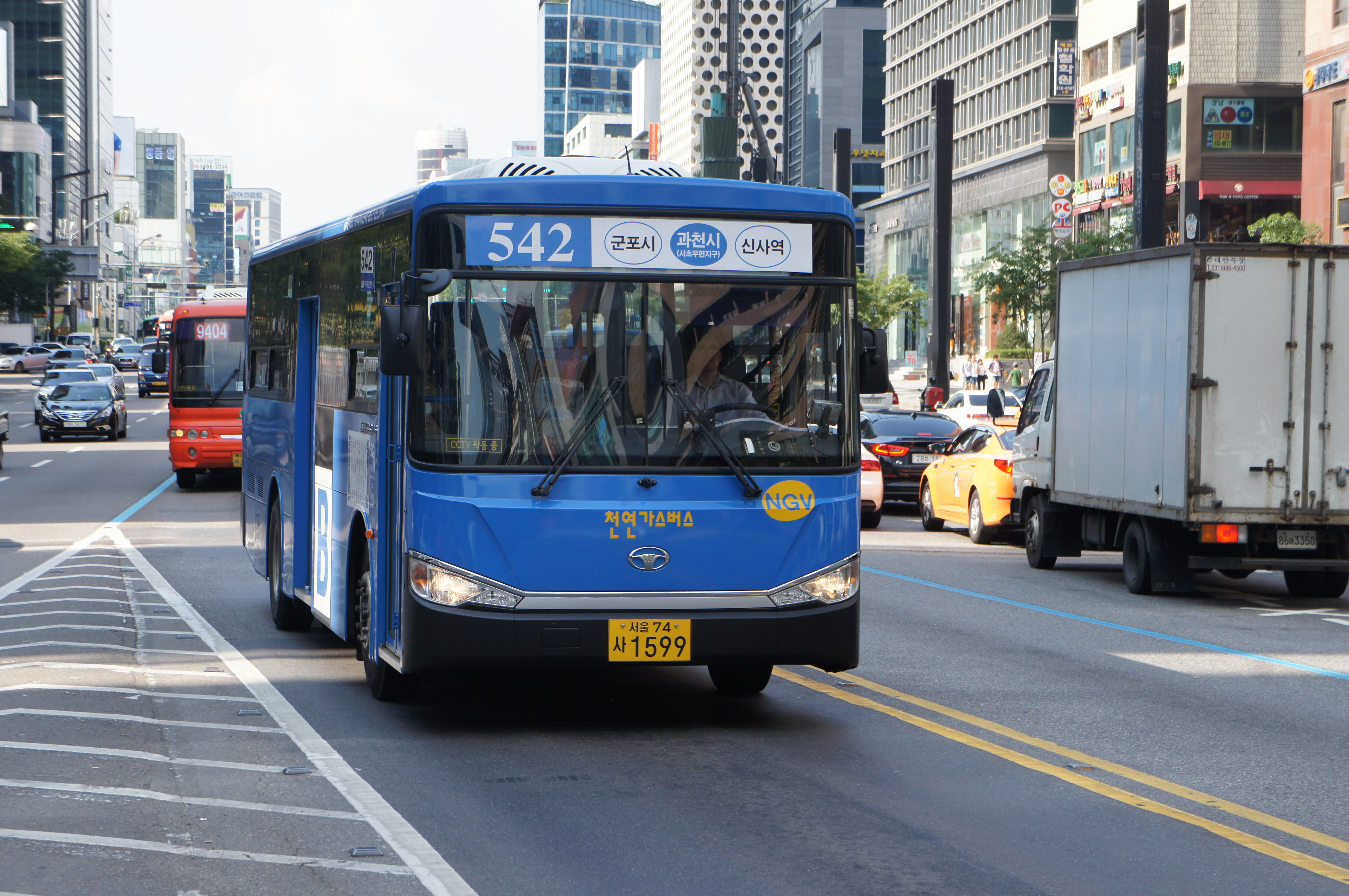
서울시내버스 구 542번
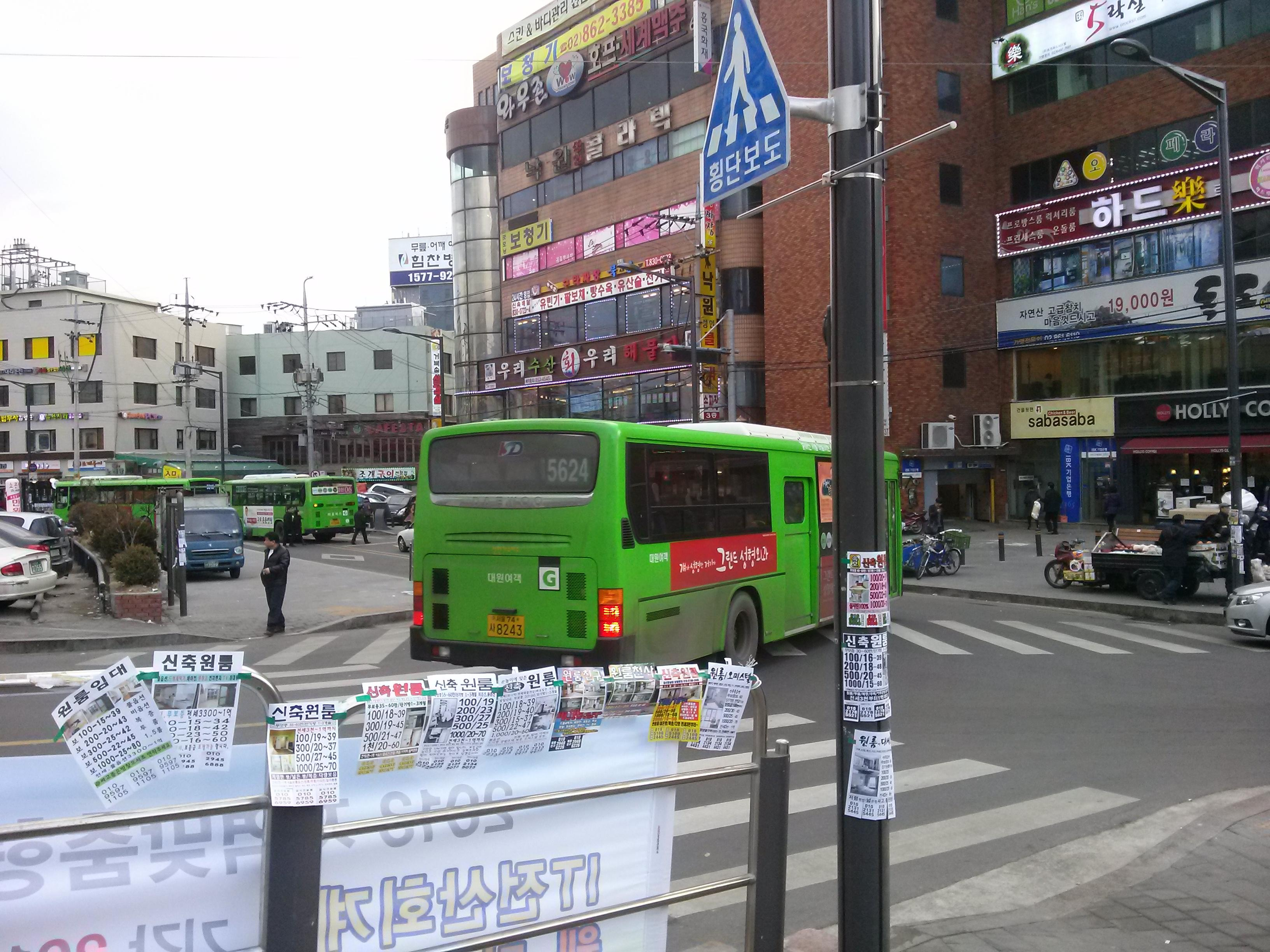
서울시내버스 구 5624번
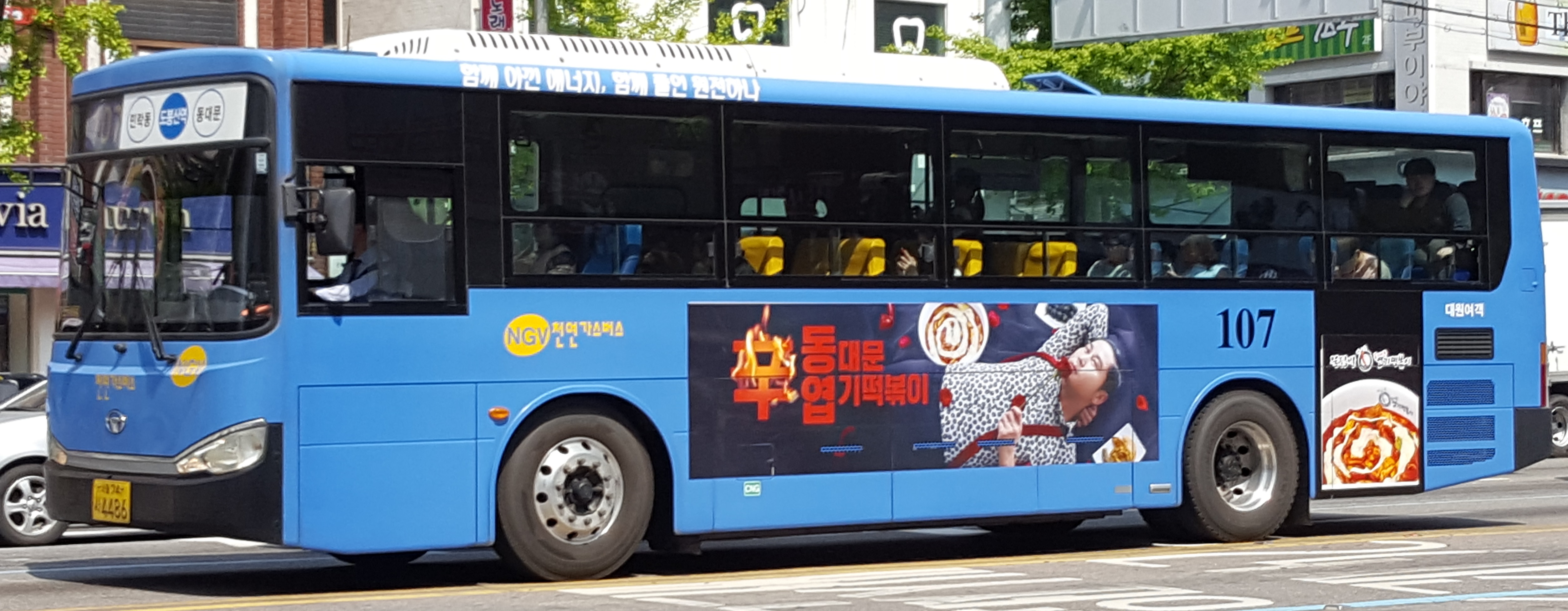
서울시내버스 107번
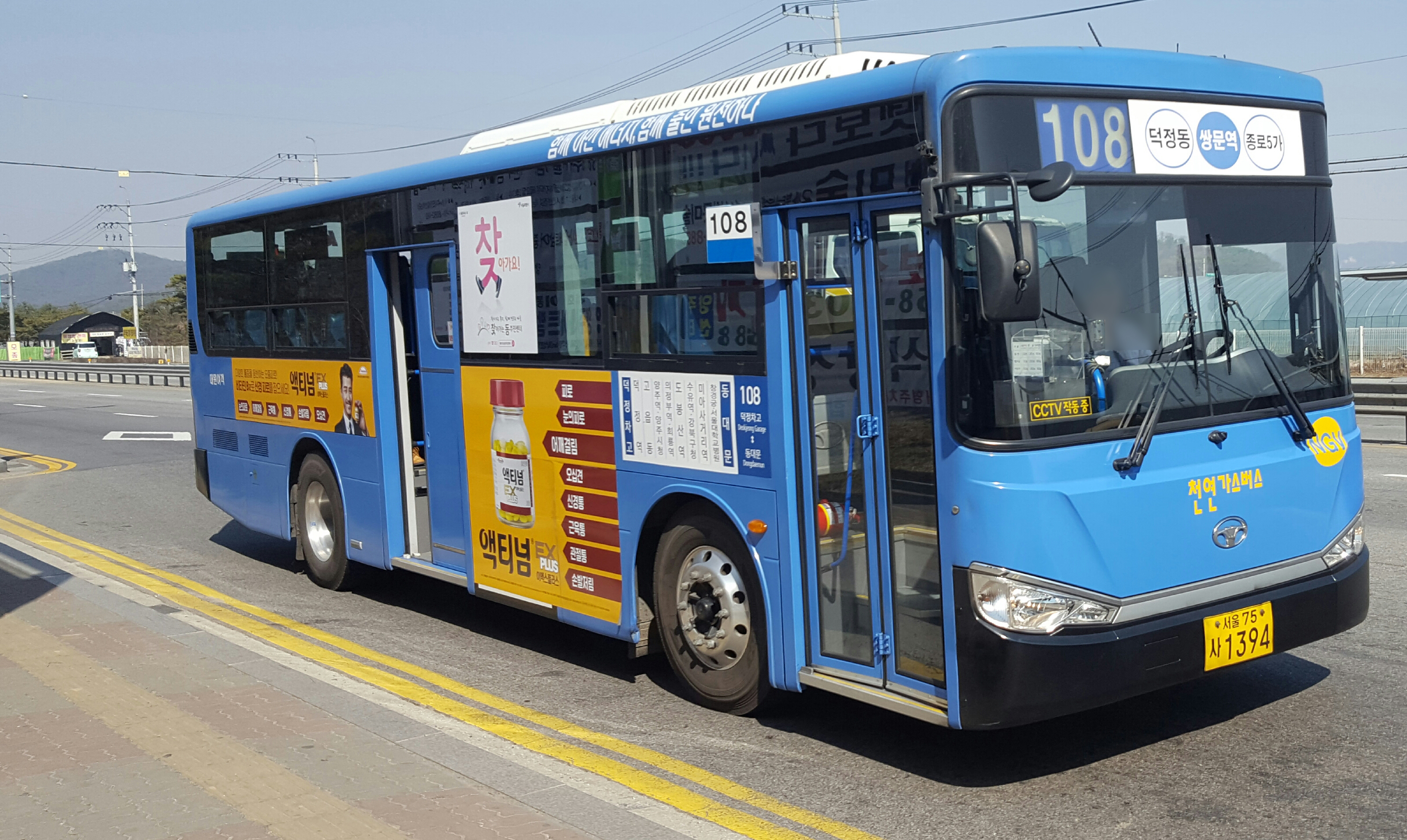
서울시내버스 구 108번

## 같이 보기
- 메트로버스
- 군포교통
- 대원교통
- 대원고속
- 보영운수
- 북부운수
- 삼성여객
- 서울승합
- 진화운수
- 경기고속
- KD운송그룹
- 서울 행당동 버스 폭발 사고